# جيف بانكس (لاعب كرة قدم أمريكية)
جيف بانكس (بالإنجليزية: Jeff Banks)‏ هو مدرب رياضي أمريكي، ولد في 8 أبريل 1975.